# رامسین کبریتی
رامسین کبریتی (زادهٔ ۱۳۴۸ در تهران) بازیگر تلویزیون و سینما اهل ایران است.

## حواشی
وی در سال ۹۳ بعد از بازی در سریال آسمان من، تا دو سال دعوت به هیچ پروژه ای نشد تا اینکه آبان ۹۵، به گفته خود به علت شرایط مالی و کاری نامساعد دعوت شبکه جم را قبول کرد، به ترکیه رفت و بعد از آن در تلویزیون ایران ممنوع‌التصویر شد. در سال ۹۷ یکسال بعد از ترور سعید کریمیان مدیر شبکه، به همکاری خود با این مجموعه پایان داد؛ سپس به کانادا رفت و مشغول به تحصیل شد و اکنون با یک مؤسسه پذیرش تحصیلی همکاری می‌کند. وی عنوان کرده است، دیگر در هیچ شبکه ماهواره ای فعالیت نمی‌کند و در صورت بخشش ممنوعیت کاری به ایران باز خواهد گشت.
پس از باز پخش دوباره ستایش از شبکه آی‌فیلم، به احتمال فراوان ممنوع‌التصویر بودن رامسین کبریتی بخشیده شده است.

## کارنامه هنری

### سینما
| سال تولید | عنوان                                         | کارگردان       |
| --------- | --------------------------------------------- | -------------- |
| ۱۳۹۲      | پایان خدمت                                    | حمید زرگرنژاد  |
| ۱۳۹۱      | اشیا از آنچه در آینه می‌بینید به شما نزدیکترند | نرگس آبیار     |
| ۱۳۹۰      | پس‌کوچه‌های شمرون                               | کامران قدکچیان |
| ۱۳۸۳      | عروس فراری                                    | بهرام کاظمی    |
| ۱۳۷۹      | آواز قو                                       | سعید اسدی      |
| ۱۳۷۹      | شب‌های تهران                                   | داریوش فرهنگ   |

### تلویزیون
| عنوان            | سال تولید | کارگردان        | سمت          | توضیحات                            |
| ---------------- | --------- | --------------- | ------------ | ---------------------------------- |
| اشتباه در اشتباه | ۱۳۷۳      | جواد انصافی     | بازیگر       | شبکه ۱ ۵ قسمت                      |
| شمارش معکوس      | ۱۳۷۴      | محرم زینال زاده | بازیگر       | شبکه ۲ ۱۶ قسمت                     |
| تنهاترین سردار   | ۱۳۷۳–۷۵   | مهدی فخیم زاده  | بازیگر       | شبکه ۱ ۲۰ قسمت                     |
| بهشت گم‌شده       | ۱۳۷۵      | کامران قدکچیان  | بازیگر       | شبکه ۱ ۱۳ قسمت                     |
| ولایت عشق        | ۱۳۷۹      | مهدی فخیم زاده  | بازیگر       | شبکه ۱ ۳۰ قسمت                     |
| خاکستر و باد     | ۱۳۸۰      | جهانبخش لک      | بازیگر       | شبکه ۳                             |
| هزاران چشم       | ۱۳۸۰      | کیانوش عیاری    | بازیگر       | شبکه ۳                             |
| شب دهم           | ۱۳۸۰      | حسن فتحی        | بازیگر       | شبکه ۱ ۱۳ قسمت                     |
| روشن‌تر از خاموشی | ۱۳۸۲      | حسن فتحی        | بازیگر       | شبکه ۱                             |
| یکی مثل من       | ۱۳۸۲      | محسن شاه محمدی  | بازیگر       | شبکه ۱ ۳۰ قسمت                     |
| دایره تردید      | ۱۳۸۳      | امیر قویدل      | بازیگر       | شبکه ۱ ۲۰ قسمت                     |
| روح مهربان       | ۱۳۸۴      | امیر قویدل      | بازیگر       | شبکه ۱ ۱۷ قسمت                     |
| رو به آسمان      | ۱۳۸۴      | بیژن میرباقری   | بازیگر       | شبکه ۳ ۵ قسمت                      |
| زائر سرای ممتاز  | ۱۳۸۴      | حمید بهمنی      | بازیگر مهمان | شبکه ۲ ۲۶ قسمت                     |
| قرارگاه مسکونی   | ۱۳۸۵      | سیدجواد رضویان  | بازیگر       | شبکه ۵ ۱۵ قسمت                     |
| مدار صفر درجه    | ۱۳۸۵–۸۶   | حسن فتحی        | بازیگر       | شبکه ۱ ۳۰ قسمت                     |
| افسانه شهرهرت    | ۱۳۸۶      | ؟               | بازیگر       | شبکه ۵ ۱۵ قسمت/ این سریال پخش نشد. |
| کشف بزرگ         | ۱۳۸۷      | میترا منصوری    | بازیگر       | شبکه جام جم ۲۶ قسمت                |
| ستایش            | ۱۳۸۸–۹۰   | سعید سلطانی     | بازیگر       | شبکه۳ ۴۴قسمت                       |
| ستایش ۲          | ۱۳۹۱–۹۲   | سعید سلطانی     | بازیگر       | شبکه۳ ۲۶قسمت                       |
| آسمان من         | ۱۳۹۴–۱۳۹۳ | محمدرضا آهنج    | بازیگر       | شبکه افق ۳۰ قسمت                   |

### داور
- مسابقه ستاره بیست (۱۳۹۳) - شبکه نمایش صدا و سیما

### تله فیلم
- رهایی از زمین (۱۳۸۸)
- رؤیای سبز (۱۳۹۰)
- به من اعتماد کن (۱۳۹۰)
- خدا تو را دوست دارد؟ (۱۳۹۰)
- روزهای شیرین (۱۳۹۰)
- تابلو اعلانات (۱۳۹۰)
- خط آفتاب (۱۳۹۰)

### تئاتر
- هم‌سرایی مختار
- بهرام چوبینه

### ترانه‌شناسی
- کابوس به همراه نیما شمس ۱۰ خرداد ۱۳۹۴
- احساس رؤیایی به همراه نیما شمس ۲۹ تیر ۱۳۹۵